# Malcolm Pearson, Baron Pearson of Rannoch

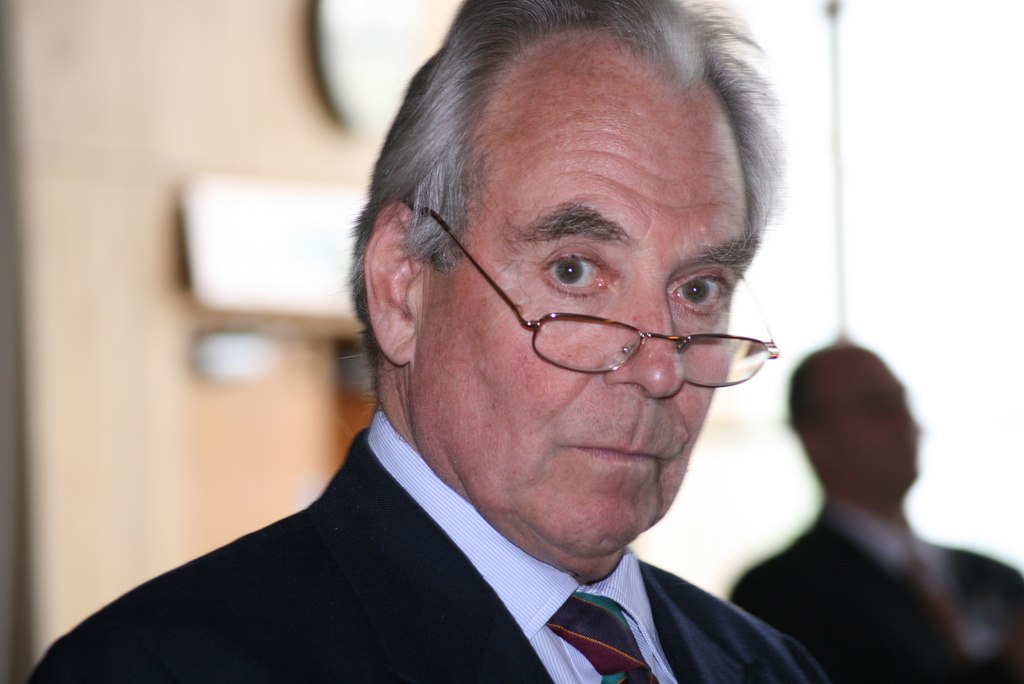
The Right Honourable Lord Pearson of Rannoch

Malcolm Everard MacLaren Pearson, Baron Pearson of Rannoch (* 20. Juli 1942 in Devizes, Wiltshire, Vereinigtes Königreich) ist ein britischer Geschäftsmann und Politiker der UK Independence Party (UKIP), deren Vorsitzender er von 2009 bis 2010 war. Er ist außerdem ein Mitglied des House of Lords. Pearson ist auch Mitbegründer einer Pro-Freihandels-Denkfabrik, Global Britain, welche BBC-Reportagen über die EU archiviert und die Kosten der EU-Mitgliedschaft Großbritanniens in Punktform veröffentlicht.

## Politische Laufbahn
1990 wurde er als Baron Pearson of Rannoch, of Bridge of Gaur in the District of Perth and Kinross, zum Life Peer erhoben und ist dadurch auf Lebenszeit Mitglied des House of Lords. Er war viele Jahre Mitglied der britischen konservativen Partei („Tories“); am 7. Januar 2007 trat er aus. 
Pearson ist ein langjähriger Euroskeptiker. Zusammen mit drei konservativen Kollegen rief er die Wähler im Mai 2004 zur Unterstützung der UK Independence Party (UKIP) auf. Daraufhin wurde er von der Tories-Fraktion ausgeschlossen. Zunächst blieb er Mitglied der Tories und vertrat sie als „unabhängiger Konservativer“. Er drohte schon bald damit, UKIP-Mitglied zu werden, was er im Januar 2007 tat. Außerdem kritisierte er David Cameron (Premierminister und Tories-Vorsitzender) wegen einer aus Pearsons Sicht zu unkritischen Haltung gegenüber der EU. Cameron weigere sich, die Menschen in Großbritannien über die Nachteile der EU-Mitgliedschaft Großbritanniens aufzuklären. 
Pearson versuchte, Großbritanniens Ausstieg aus der EU zu erreichen. Im November 2006 legte er einen Gesetzesentwurf mit dem Titel European Union Bill vor, der eine Kosten-Nutzen-Analyse der EU-Mitgliedschaft Großbritanniens vorsah. 
Im September 2009 gab Pearson bekannt, für den Posten des UKIP-Vorsitzenden zu kandidieren, nachdem Nigel Farage dieses Amt niederlegte. Pearson wurde auf dem Parteitag gewählt und übernahm das Amt am 27. November 2009. Im August 2010, neun Monate später, trat er zurück. In einer parteiinternen Wahl wurde Farage erneut zum UKIP-Vorsitzenden gewählt.

## Familie
Pearson lebt seit 1997 in dritter Ehe mit Caroline St Vincent Rose. 
Zuvor war er verheiratet mit Francesca Frua de Angeli (1965–1970; eine gemeinsame Tochter) und Hon. Mary Charteris (1977–1997; zwei gemeinsame Töchter).